# UFC on Fuel TV: Gustafsson vs. Silva
UFC on Fuel TV: Gustafsson vs. Silva  è stato un evento di arti marziali miste organizzato dalla Ultimate Fighting Championship che si è tenuto il 14 aprile 2012 all'Ericsson Globe di Stoccolma, Svezia.

## Retroscena
È stato il primo evento UFC in Svezia e l'evento europeo che ha visto la più rapida vendita dei biglietti, andati in sold-out in appena tre ore.
L'evento inizialmente prevedeva come main match la sfida tra il lottatore di casa Alexander Gustafsson, che di sua spontanea volontà chiese di partecipare alla serata di Stoccolma, ed il brasiliano Antônio Rogério Nogueira: quest'ultimo si infortunò e venne quindi sostituito dal connazionale Thiago Silva.
Dennis Siver avrebbe dovuto affrontare Ross Pearson, ma invece venne scelto Diego Nunes come suo avversario.
Jason Young avrebbe dovuto vedersela con Akira Corassani, ma a causa di un acciacco di quest'ultimo affrontò Eric Wisely.
Cyrille Diabaté lottò contro Tom DeBlass, il quale rimpiazzò Jörgen Kruth.

## Risultati

### Card preliminare
- Incontro categoria Pesi Piuma:  Jason Young contro  Eric Wisely

Young sconfisse Wisely per decisione unanime (30-28, 29-28, 29-28).
- Incontro categoria Pesi Welter:  Simeon Thoresen contro  Besam Yousef

Thoresen sconfisse Yousef per sottomissione (strangolamento da dietro) a 2:36 del secondo round.
- Incontro categoria Pesi Leggeri:  Reza Madadi contro  Yoislandy Izquierdo

Madadi sconfisse Izquierdo per sottomissione (strangolamento a ghigliottina) a 1:28 del secondo round.
- Incontro categoria Pesi Medi:  Francis Carmont contro  Magnus Cedenblad

Carmont sconfisse Cedenblad per sottomissione (strangolamento da dietro) a 1:42 del secondo round.
- Incontro categoria Pesi Mediomassimi:  Cyrille Diabaté contro  Tom DeBlass

Diabaté sconfisse DeBlass per decisione di maggioranza (29-28, 29-28, 28-28).
- Incontro categoria Pesi Welter:  Papy Abedi contro  James Head

Head sconfisse Abedi per sottomissione (strangolamento da dietro) a 4:33 del primo round.

### Card principale
- Incontro categoria Pesi Gallo:  Brad Pickett contro  Damacio Page

Pickett sconfisse Page per sottomissione (strangolamento da dietro) a 4:05 del secondo round.
- Incontro categoria Pesi Welter:  DaMarques Johnson contro  John Maguire

Maguire sconfisse Johnson per sottomissione (armbar) a 4:40 del secondo round.
- Incontro categoria Pesi Piuma:  Dennis Siver contro  Diego Nunes

Siver sconfisse Nunes per decisione unanime (29-28, 29-28, 29-28).
- Incontro categoria Pesi Welter:  Paulo Thiago contro  Siyar Bahadurzada

Bahadurzada sconfisse Thiago per KO (pugno) a 0:42 del primo round.
- Incontro categoria Pesi Medi:  Brian Stann contro  Alessio Sakara

Stann sconfisse Sakara per KO (pugni) a 2:26 del primo round.
- Incontro categoria Pesi Mediomassimi:  Alexander Gustafsson contro  Thiago Silva

Gustafsson sconfisse Silva per decisione unanime (30-27, 30-27, 29-28).

## Premi
I seguenti lottatori sono stati premiati con un bonus di 50.000 dollari:
- Fight of the Night:  Brad Pickett contro  Damacio Page
- Knockout of the Night:  Siyar Bahadurzada
- Submission of the Night:  John Maguire